# ويليام واليس
ويليام واليس (14 ديسمبر 1878 - 12 نوفمبر 1939)  (بالإنجليزية: William Wallis)‏ هو لاعب كريكت بريطاني (وحمل سابقاً جنسية المملكة المتحدة لبريطانيا العظمى وأيرلندا).